# CU2
CU2, ook wel geschreven als cu2, was gestart in april 2000 en werd in begin jaren 2000 een van de grootste jongerenwebsites van Nederland en de eerste in de generatie profielenwebsites. De naam CU2 staat voor het Engelse 'See You Too' (Zie jou ook).

## Doel van CU2
Leden konden met behulp van een subset van HTML hun eigen profiel maken. Hierop konden ze foto's laten zien, informatie over zichzelf neerzetten en berichten voor elkaar achterlaten. Later werden hieraan toegevoegd onder andere foto-albums, een rating-systeem en muziek-uploads. In mei 2006 bevatte de website 415.000 profielen van deelnemers tussen de 10 en de 19 jaar oud. Dat was 22% van alle Nederlanders in die leeftijdsgroep.

## Ontstaan en eigenaren
CU2 werd opgericht door het Leidse internetbedrijf Media Design. Tussen 2005 en 2009 was de website onderdeel van newrulez en haar moederbedrijf ilse media. Na reorganisaties begin 2009 waarbij newrulez werd opgeheven werd de site overgenomen door Sensi Media, een bedrijf daartoe opgericht door oud-medewerkers van CU2 en newrulez.

## Dochtersites
In november 2000 waren er twee dochtersites van CU2 bijgekomen; cu2day hetero-erotisch en cu2night, homo-erotisch. Deze websites waren op volwassenen gericht.

## CU2 in de media
In de zomer van 2005 kwam CU2 in het nieuws door een onderzoek onder jongeren tussen de 10 en 19 jaar door Patti Valkenburg en Alexander Schouten, beiden werkzaam aan de Universiteit van Amsterdam. Het doel van het onderzoek was het achterhalen van hoe vaak en wat voor soort reacties jongeren krijgen op hun profielen, hoe vaak jongeren vriendschappen vormen en verkeringen krijgen via de CU2-site en wat deze site betekent voor hun zelfvertrouwen en gevoel van tevredenheid. Uit het onderzoek bleek onder meer dat 78% van de jongeren uitsluitend of overwegend positieve reacties op hun profiel kregen. Voor hen kan een website als CU2 het zelfvertrouwen verhogen. Bij 7% van de jongeren bleken de reacties overwegend of uitsluitend negatief. Voor deze jongeren hebben dergelijke websites een ongunstig effect op hun zelfvertrouwen. CU2 publiceerde hierover een persbericht onder de titel CU2 goed voor zelfvertrouwen van jongeren. In de publicatie op Planet.nl werden vooral de negatieve gevolgen eruit gepikt.

## CU2 vanaf 2015
Vanaf 2015 is CU2 een (seks)-datingsite geworden.